# Henckelia pagonensis
Henckelia pagonensis är en tvåhjärtbladig växtart som beskrevs av Brian Laurence Burtt. Henckelia pagonensis ingår i släktet Henckelia och familjen Gesneriaceae. Inga underarter finns listade i Catalogue of Life.